# سوزان مانينغ
سوزان مانينغ (بالإنجليزية: Susan Manning)‏ هي أخصائية في الأدب بريطانية، ولدت في ديسمبر 1953، وتوفيت في 15 يناير 2013.